# Kappa Doradus
Kappa Doradus (12 Doradus) é uma estrela na direção da constelação de Dorado. Possui uma ascensão reta de 04h 44m 21.12s e uma declinação de −59° 43′ 58.2″. Sua magnitude aparente é igual a 5.28. Considerando sua distância de 222 anos-luz em relação à Terra, sua magnitude absoluta é igual a 1.11. Pertence à classe espectral A8/A9III/IV.